# Вільяр-дель-Кобо
Вільяр-дель-Кобо (ісп. Villar del Cobo) — муніципалітет в Іспанії, у складі автономної спільноти Арагон, у провінції Теруель. Населення — 208 осіб (2010).
Муніципалітет розташований на відстані близько 170 км на схід від Мадрида, 48 км на захід від міста Теруель.

## Демографія
Динаміка населення (INE ):